# Ololygon tupinamba
Espèce
Synonymes
- Scinax tupinamba Silva & Alves-Silva, 2008

Ololygon tupinamba est une espèce d'amphibiens de la famille des Hylidae.

## Répartition
Cette espèce est endémique de l'État de Rio de Janeiro au Brésil. Elle se rencontre à Mangaratiba et à Angra dos Reis sur l'île de Gipóia.

## Description
Les mâles mesurent de 16,1 à 19,2 mm et les femelles de 20,1 à 22,6 mm.

## Étymologie
Cette espèce est nommée en l'honneur des Tupinamba.

## Publication originale
- Silva & Alves-Silva, 2008 : New coastal and insular species of the bromeligenous Scinax perpusillus group, from the State of Rio de Janeiro, Brazil (Anura, Hylidae). Zootaxa, no 1914, p. 34-44.